# Grimpoteuthis megaptera
Grimpoteuthis megaptera är en bläckfiskart som först beskrevs av Addison Emery Verrill 1885.  Grimpoteuthis megaptera ingår i släktet Grimpoteuthis och familjen Opisthoteuthidae. Inga underarter finns listade i Catalogue of Life.